# Dnevnik direktora školy
Dnevnik direktora školy (Дневник директора школы) è un film del 1975 diretto da Boris Frumin.

## Trama
Il film racconta la direttrice della scuola, che sovrintende alla vita quotidiana della scuola, cerca di capire i problemi dell'istruzione e dei conflitti con il dirigente scolastico, anch'egli dedito al suo lavoro.